# Dinamometru

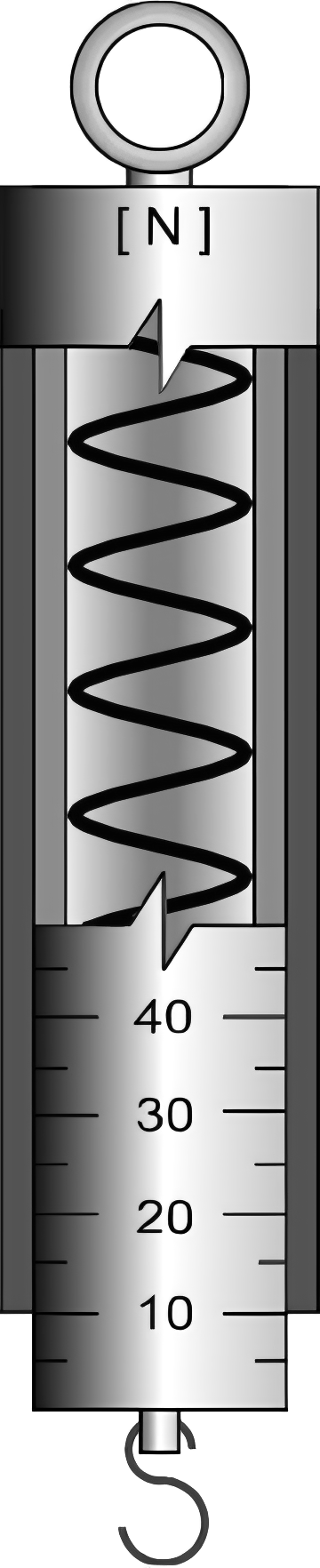
Dinamometru cu resort

Dinamometrul este un aparat de măsură a forței, momentului forței sau puterii.
Procesul de măsurare se numește dinamometrie.
A fost inventat și descris de Edmund Regnier în 1798.